# آريما
آريما (بالإنجليزية: Arima)‏ هي معلم جغرافي تقع في ترينيداد وتوباغو في ترينيداد وتوباغو. يقدر عدد سكانها بـ 34,389 نسمة ومساحتها 11.15 كم2 .

## معرض صور

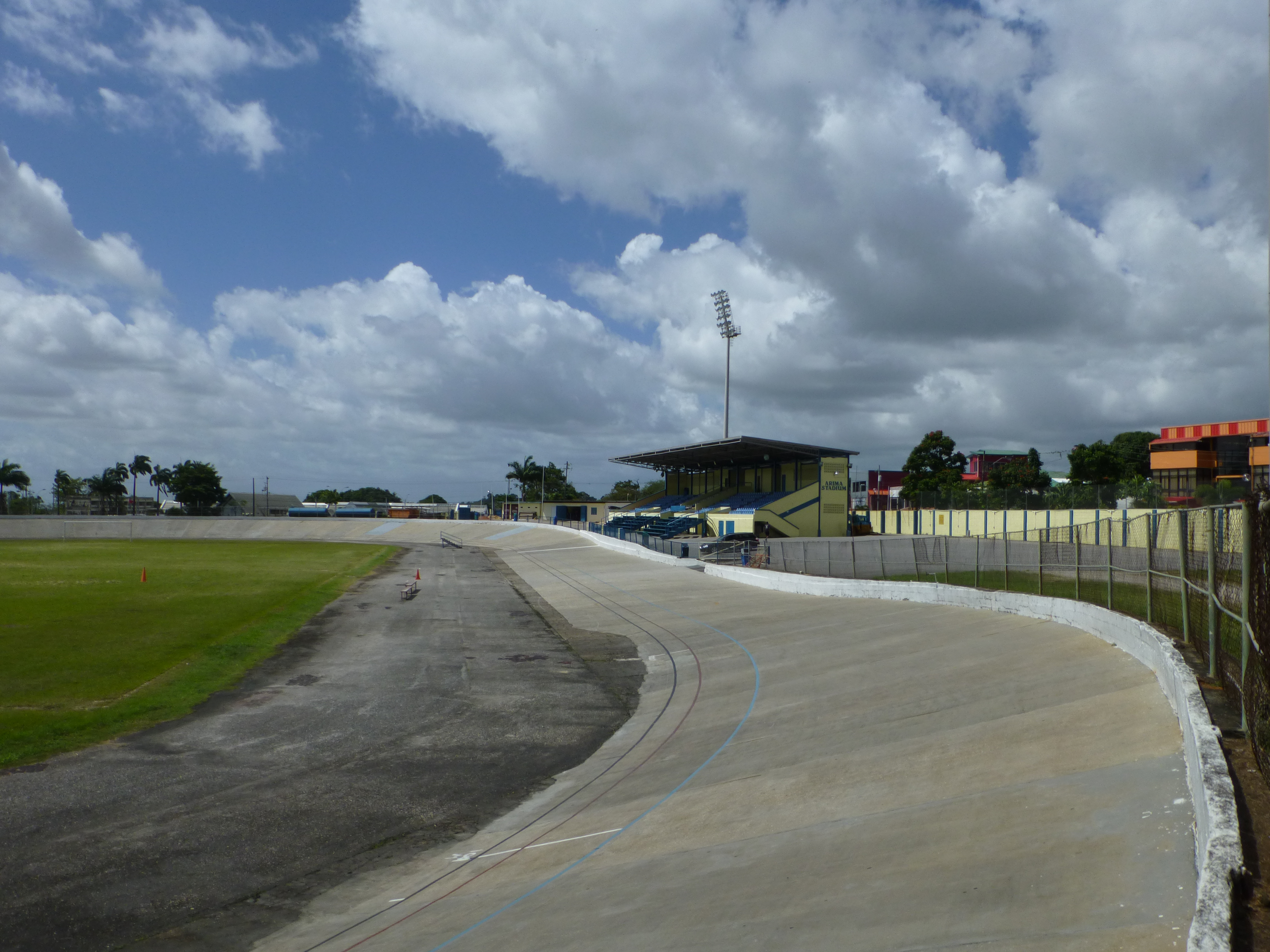
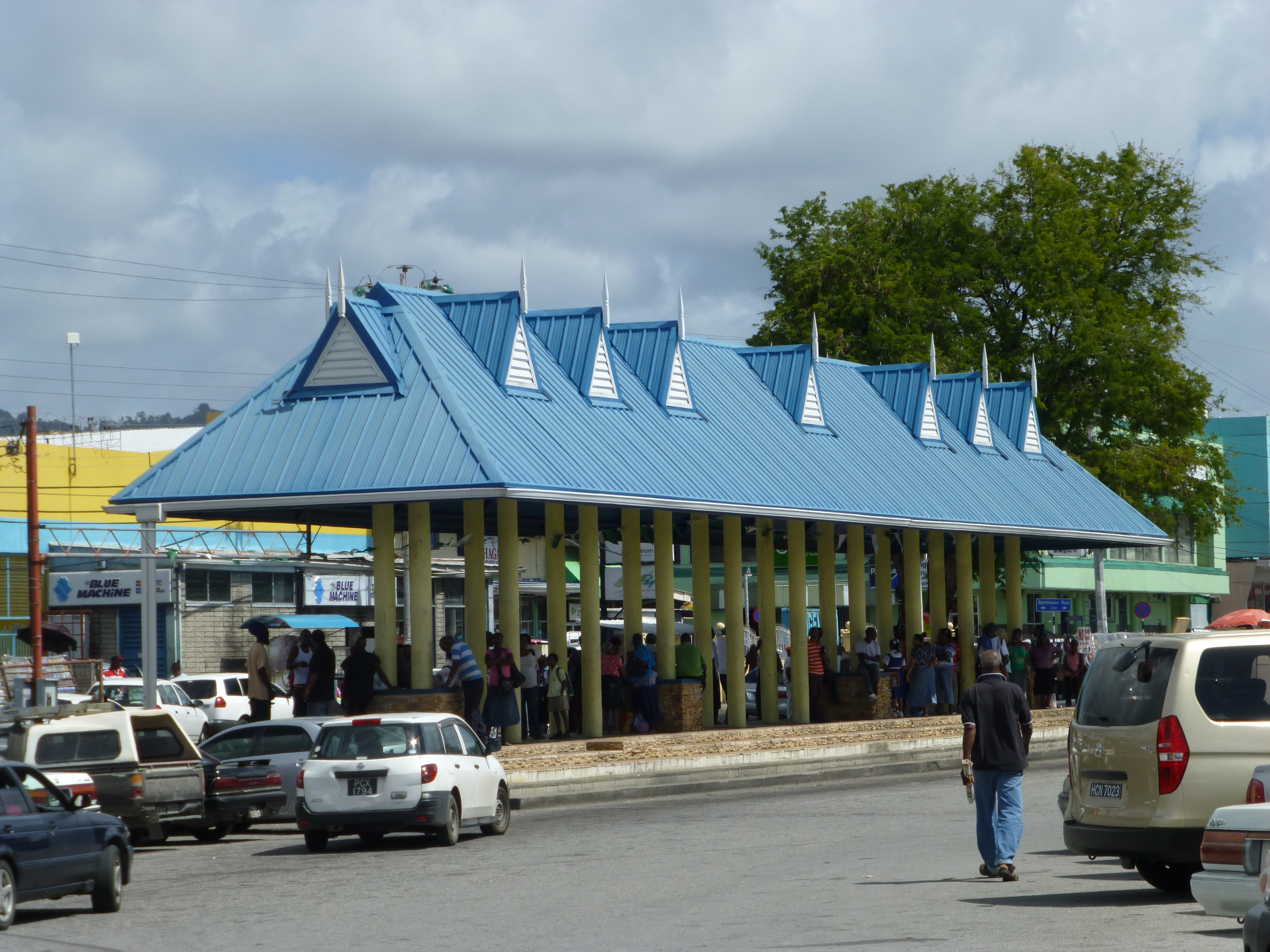
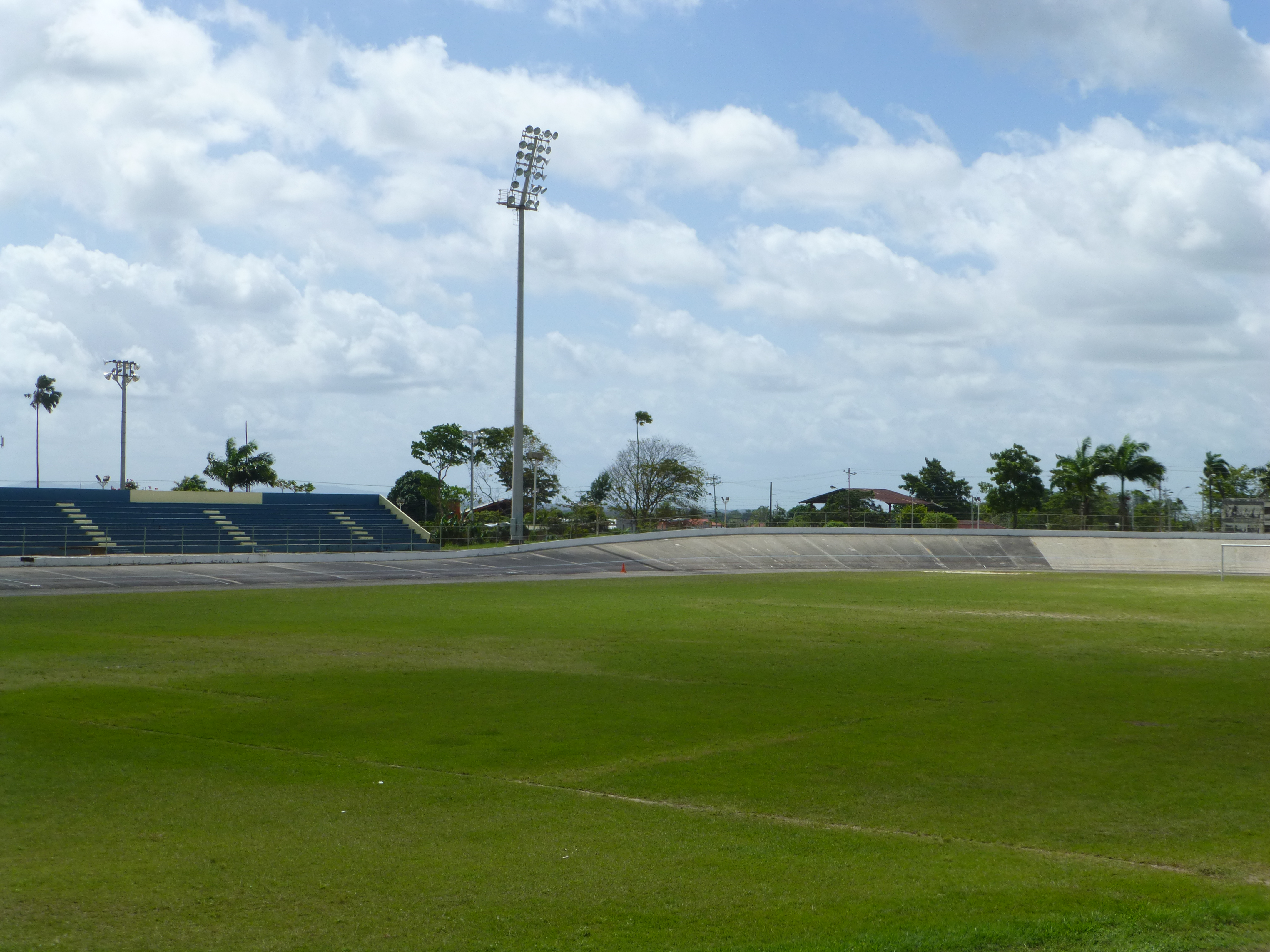

## أعلام
- كلايتون إنس
- مارلون روجاس
- هيرمان غريفيث
- كيلفن جاك
- وليم بيبي
- ريان أوستين